# Pinkwashing

Triunghiul roz a fost folosit pentru a marca homosexualii în timpul regimului nazist din Germania. Din anii 1970, rozul a fost revendicat ca o culoare asociată cu activismul LGBTI.

Pinkwashing (din engleză „pink”, roz, și „whitewash”, a vărui sau a acoperi) se referă la diverse strategii politice și de marketing în contextul drepturilor LGBTI, care vizează promovarea instituțiilor, țărilor, persoanelor, produselor sau companiilor prin apelarea la simpatia față de comunitatea LGBT, cu scopul de a fi percepute ca progresiste, moderne și tolerante.

## În lume

### Israel
Expresia este folosită în special de anumite sectoare pentru a face referire la îmbunătățirea imaginii statului Israel, care, promovând comunitatea LGBTI, trece sub tăcere încălcarea sistematică a drepturilor omului ale populației palestiniene. Prin proiectarea aparenței unui teritoriu prietenos pentru persoanele LGBTI, aceștia pot ajunge să se identifice cu pozițiile politice ale statului (homonaționalism), să participe la islamofobia instituționalizată, considerând că populația musulmană este în mod necesar homofobă sau să ignore discriminarea suferită în propria lor țară.